# SK Sparta Krč
L'SK Sparta Krč è una società calcistica ceca con sede nella città di Krč, quartiere catastale di Praga. Oggi milita nel quinto livello del calcio ceco.

## Palmarès

### Altri piazzamenti
- Česka fotbalová liga:

Secondo posto: 1999-2000, 2006-2007